# Nordpolitik

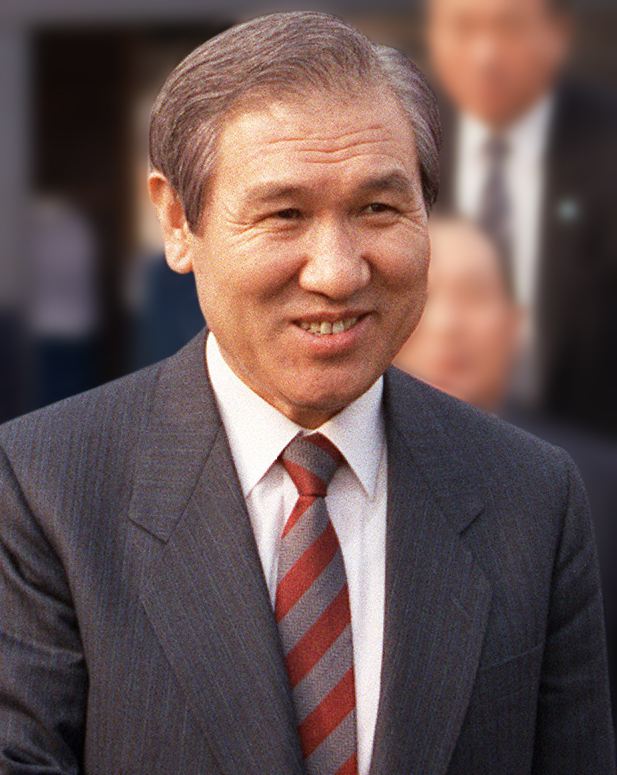
Roh Tae-woo, artefice della politica.

La Nordpolitik (pronuncia /nòrdpolitik/, nome di etimologia tedesca composto da «nord» e «politik», «politica», in coreano 북방 정책?, 北方政策?, Bukbang jeongchaekLR) è la politica di normalizzazione dei rapporti con la Corea del Nord e con gli altri paesi alleati di quest’ultima (Repubblica Popolare Cinese ed Unione Sovietica) perseguita da Roh Tae-woo, Presidente della Corea del Sud, a partire dagli anni ottanta e con la quale Roh soppresse la precedente dottrina de "il nemico del mio nemico è mio amico". La politica ha migliorato l'economia del Sud lasciando il Nord più isolato ed è stata un punto di svolta drammatico e storico degli obiettivi diplomatici della Corea del Sud.
Il nome della politica fu mutuato dall’Ostpolitik del cancelliere tedesco Willy Brandt, avviata un decennio prima nei confronti della Repubblica Democratica Tedesca e del Blocco di Varsavia, sebbene questa fosse diretta a una normalizzazione delle relazioni tra due stati tedeschi. Sarà infatti la Sunshine Policy, succeduta alla Nordpolitik, ad avere somiglianze più tangibili con la Ostpolitik tedesca.

## Storia
Annunciata per la prima volta nel 1983 dal Ministro degli Esteri, Lee Bum Suk, nel 1988, poco dopo il ritorno alla democrazia della Corea del Sud, il presidente da poco in carica, Roh Tae-woo, reclutò Kim Chong-whi come suo assistente speciale per gli affari esteri per l'attuazione dell’annunciata Nordpolitik. Il 7 luglio 1988, dunque, Roh tenne il primo discorso pubblico di alto profilo su quest’ultima, rivelando un programma in sei punti. Il suo obiettivo non era solo una maggiore diversificazione dei partner commerciali della Corea del Sud, ma anche garantire la pace e la sicurezza nella penisola coreana, includendo tra i suoi piani la promozione del commercio, gli scambi di visite a tutti i livelli, i contatti umanitari tra le due Coree e l'interruzione da parte di Seul dell’opposizione al commercio non-militare tra la Corea del Nord e i suoi alleati.
Le Olimpiadi estive del 1988, previste per settembre di quell'anno, non vennero menzionate in questo discorso, ma venne successivamente rivelato che la Nordpolitik era stata progettata per spianare la strada alla partecipazione dei paesi del blocco sovietico. Fu però difficile per la Corea del Sud affrontare l'appello della Corea del Nord per la co-sponsorizzazione ai giochi ed in seguito sciogliere il conseguente boicottaggio del blocco socialista come proposto da Pyongyang. Alla fine, tuttavia, adottando la Nordpolitik, decisero comunque di partecipare le squadre cinesi e sovietiche, portando al successo dell'evento.
Nel 1990, uno speranzoso Roh tenne una conferenza stampa subito dopo la caduta del muro di Berlino, riferendo che "il ghiaccio della Guerra Fredda aveva iniziato a rompersi" e che "l'obiettivo finale delle politiche di Nordpolitik non era quello di isolare la Corea del Nord, ma di indurre il Nord ad aprirsi e a ridurre le tensioni militari".
Con la fine del mandato di Roh e l'avvento delle speranze della globalizzazione, la politica divenne obsoleta e fu rimpiazzata dalla Sunshine Policy, comunque in parte continuazione del progetto.